# Ołtarz Świętego Stanisława w katedrze na Wawelu

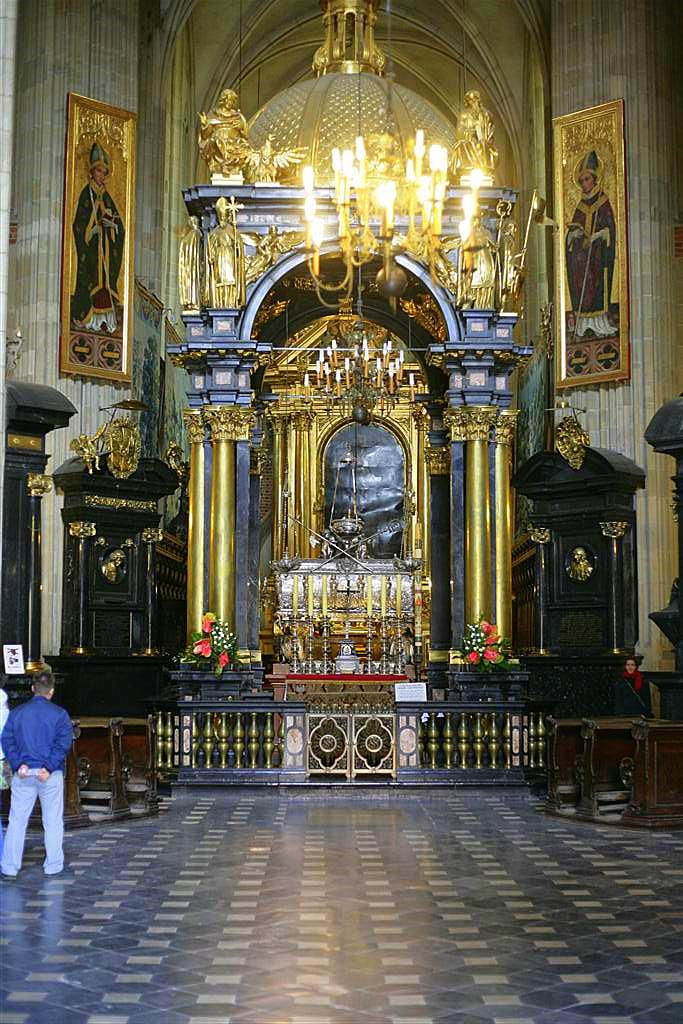
Konfesja św. Stanisława

Ołtarz Świętego Stanisława – ołtarz baldachimowy w katedrze krakowskiej, stanowiący mauzoleum Świętego Stanisława ze Szczepanowa, biskupa krakowskiego i męczennika. Zajmuje centralną część świątyni. Głównymi elementami ołtarza są srebrna-trumna relikwiarz, dzieło Piotra von der Rennena oraz baldachim, dzieło Jana Trevano, ufundowany przez biskupa Marcina Szyszkowskiego.

## Historia
W 1184 roku spoczęły tu szczątki św. Floriana, sprowadzone do Polski przez księcia Kazimierza Sprawiedliwego, a w 1254 roku złożono tutaj relikwie św. Stanisława, dając początki ideowemu centrum katedry. Ponadto ołtarz był bogato uposażany w relikwiarze oraz rozmaite sprzęty, służące do liturgii. Znaczącą rolę odgrywały tu polskie królowe: dzięki Elżbiecie Łokietkównej ołtarz otrzymał srebrny relikwiarz w typie skrzynkowym, podtrzymywany przez cztery anioły. Ostatnia żona Władysława II Jagiełły Zofia Holszańska sprawiła katedrze srebrny i pozłacany relikwiarz na głowę (późniejszy relikwiarz św. Floriana); Elżbieta Rakuszanka dla relikwii głowy świętego sprawiła szczerozłoty i kameryzowany relikwiarz ozdobiony półplastycznymi scenami z żywota św. Stanisława wykonany przez Marcina Marcińca; zaś Anna Jagiellonka wzbogaciła wspomniany dar Zofii Holszańskiej o szczerozłotą koronę wotywną. Przez wieki ołtarz była miejscem składania wotów, trofeów wojennych, np. przez króla Władysława Jagiełłę, który po zwycięstwie grunwaldzkim zawiesił przy grobie świętego chorągwie krzyżackie.
Obecne mauzoleum zostało wzniesione z fundacji biskupa Marcina Szyszkowskiego w latach 1626–1629 według projektu Jana Trevano. Wtedy szczątki świętego umieszczono w trumnie-relikwiarzu, ufundowanym przez Zygmunta III Wazę, a oddanym po śmierci króla do katedry przez jego synów: Władysława IV, który ufundował również srebrny, pozłacany posąg Św. Stanisława z Piotrowinem, oraz królewicza Jana Kazimierza. Jednakże ani posąg, ani trumna nie przetrwały potopu szwedzkiego. Ołtarz srebrny Świętego Stanisława w formie tryptyku szafiastego ofiarowany przez Zygmunta I Starego, w czasie potopu szwedzkiego został ukryty przez kanonika Szymona Starowolskiego i zakopany na cmentarzysku przy katedrze. O ukryciu ołtarza komendant szwedzki Paul Würtz dowiedział się od Żydów z Kazimierza, odnalazł go i sprzedał Żydowi Pinkusowi z Kazimierza. Według inkwizycji komendanta zamkowego z 1657 roku dwie części tego ołtarza ważyły 80 grzywien, nie ustalono wagi trzeciej głównej części. Żydzi ołtarz ten połamali, potłukli i stopili na srebro. Po inkwizycji Krakowska Kapituła Katedralna wytoczyła Żydom proces, w 1659 roku zapadł wyrok skazujący Żydów kazimierskich na zapłacenie 10 000 złotych za zniszczenie ołtarza i za doprowadzenie Szwedów do jego odnalezienia. Stacjonujące na Wawelu wrogie wojska obrabowały całe wzgórze.
W 1669 r. kapituła zamówiła nowy relikwiarz u gdańskiego złotnika Piotra von der Rennena, który wykonał również trumnę na relikwie św. Wojciecha. Tymczasem relikwie złożono chwilowo w starej trumnie, pochodzącej z fundacji księżnej Kingi. Relikwiarz był już gotowy w 1670 r., jednak kapituła nie miała czym zapłacić. Postanowiła więc przetopić i oddać starą trumnę złotnikowi, a szczątki spoczęły w nowej.

## Legenda
Według legendy, przyczyną fundacji relikwiarza była pomoc aniołów, które budząc biskupa Marcina Szyszkowskiego (przebywającego w pałacu biskupów krakowskich w Kielcach), uratowały go i jego świtę od pożaru, który wybuchł w pałacu.

## Wygląd
Pod kopułą, wspartą na czterech kolumnach, znajduje się barokowy ołtarz ze srebrną trumną-relikwiarzem, ozdobioną dwunastoma płaskorzeźbami, przedstawiającymi sceny z życia i śmierci oraz cudów św. Stanisława. Kopułę z zewnątrz pokrywa złota łuska, a wewnątrz ozdobiona jest polichromią, przedstawiającą cztery cnoty kardynalne, przeplatane motywami rogów obfitości, zwierząt itp. Na kolumnach umieszczone są złocone posągi z brązu, przedstawiające czterech Ewangelistów. Ponadto konfesję zdobią figury patronów Polski. Złocenia wykonał Antoni Lagostini.
Po prawej stronie relikwiarza stoją: świecznik ukazujący sceny z życia Chrystusa – dar biskupów niemieckich z 1980 roku oraz świeca wotywna ofiarowana przez Jana Pawła II.
Nad relikwiarzem wiszą trzy lampy: środkowa, będąca darem księżnej Izabeli Czartoryskiej, pochodzi z 1805 roku, a boczne, ufundowane przez kardynała Jana Puzynę, z 1900 roku.

## Nagrobki
Z ołtarzem związane są ideowo i artystycznie cztery marmurowe nagrobki biskupów krakowskich przy narożnych filarach transeptu:
- Marcina Szyszkowskiego (zm. 1630) – projektu Jana Trevano,
- Piotra Gembickiego (zm. 1657) – dłuta Jana Franciszka Rossiego,
- Jana Małachowskiego (zm. 1699)
- Kazimierza Łubieńskiego (zm. 1719) – ten i wcześniejszy projektu Bażanki.